# Io in questo mondo
Io in questo mondo è un singolo del cantautore italiano Luciano Ligabue, pubblicato il 19 aprile 2019 come quarto estratto dal dodicesimo album in studio Start.

## Tracce
1. Io in questo mondo – 4:01